# (69) Hespérie
Pour les articles homonymes, voir Hespérie.
(69) Hespérie (désignation internationale (69) Hesperia) est un astéroïde de la ceinture principale découvert par le célèbre astronome italien Giovanni Schiaparelli le 26 avril 1861 à Milan. Cet astéroïde a été le seul jamais découvert par cet astronome.
Hespérie est un astéroïde de type M.
Schiaparelli l'a nommé Hespérie en l'honneur de l'Italie (le mot est un terme grec pour la péninsule).
Hespérie a été observé par le radar Arecibo en février 2010.

## Compléments